# Jaheim
 (août 2019).
Si vous disposez d'ouvrages ou d'articles de référence ou si vous connaissez des sites web de qualité traitant du thème abordé ici, merci de compléter l'article en donnant les références utiles à sa vérifiabilité et en les liant à la section « Notes et références ».
Jaheim Hoagland, plus connu sous son nom de scène Jaheim, est un chanteur de RnB américain.

## Biographie
Jaheim naît le 26 mai 1978 dans le New Jersey (États-Unis). Son père meurt lorsqu'il n'a que deux ans. Il grandit au sein d'une famille où la musique joue un rôle important. C'est ce qui l'aidera plus tard à lancer sa carrière musicale. Il chante aux réunions familiales et à des concours locaux, jusqu'à gagner 3 fois de suite, à seulement 15 ans, l'Appolo Theater show, qui recherche de nouveaux talents.
Deux ans plus tard, un nouveau drame s'abat sur lui : le décès de sa mère, Julie. Cela ne l'empêche pas de continuer son parcours et de créer la sensation dans les shows du New Jersey. Quatre ans plus tard il signe chez Divine Mill Records, (rattaché à Warner Music Group). Il sort deux singles Could It Be et Just In Case, qui figureront tous les deux au Billboard (Top 100) américain. Son premier album sera certifié double disque de platine (2 millions d'exemplaires vendus).

## Discographie

### Albums
- 2001 : Ghetto Love
- 2002 : Still Ghetto
- 2006 : Ghetto Classics

- 2010 : Another Round

### Singles
- 2007 : Never
- 2013 : Age Ain't A Factor